# Partij voor Naastenliefde, Vrijheid en Diversiteit

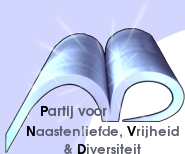
Logo der PVND

Die Partij voor Naastenliefde, Vrijheid en Diversiteit (PNVD, deutsch Partei für Nächstenliebe, Freiheit und Vielfalt) war eine niederländische politische Partei, die sich offiziell am 31. Mai 2006 gegründet hatte. Sie hat sich selbst am 14. März 2010 aufgelöst, da sie die 570 erforderlichen Unterstützungsunterschriften für die Parlamentswahlen im Juni 2010 nicht erlangen konnte.
Aufgrund ihres wichtigsten Forderungspunkts, der Herabsetzung des Schutzalters für sexuelle Handlungen auf 12 Jahre, wurde die Partei in der niederländischen Presse gemeinhin als „Pädophilenpartei“ bezeichnet. Die PVND selbst wünschte stattdessen als „Anti-Religionspartei“ bezeichnet zu werden.
Alle drei bekannten Mitglieder bekennen sich offen zur Pädophilie. Parteigründer und Schatzmeister Ad van den Berg ist wegen sexueller Belästigung eines Elfjährigen 1987 vorbestraft. Parteisekretär Norbert de Jonge wurde von der Universität Nimwegen 2006 zwangsexmatrikuliert, er war dort Student der Sonderpädagogik.

## Forderungen der Partei
Die PNVD wurde für die Legalisierung von Sex zwischen Erwachsenen und Kindern ab 12 Jahren (wie bereits 1985–2002, seitdem: 16 Jahre), Legalisierung aller Drogen und Exhibitionismus sowie gegen eine mögliche Kriminalisierung der Zoophilie gegründet. Auch plädierte die Partei für einen komplett säkularen Staat und Bildung, mehr Bürgerbeteiligung, die Abschaffung der Ehe im rechtlichen Sinne sowie ein Verbot des Verzehrs von Fisch und Fleisch.
Den möglichen dadurch entstehenden Auswirkungen wollte die Partei mit mehr Aufklärung und Bildung zuvorkommen.

## Teilnahme an Wahlen
Die PNVD nahm sich die Londoner Gay Rights Working Party zum Vorbild, hat im Unterschied zu dieser aber an keiner Wahl teilgenommen. Die Absicht, an den Wahlen zur Zweiten Kammer 2006 teilzunehmen, scheiterte beim Versuch, die für die Zulassung erforderlichen 570 Unterstützungsunterschriften zu erhalten.
Da die Unterstützungserklärungen im Vorfeld von Wahlen der jeweiligen Gemeindebehörde vorgelegt werden müssen, erklärte die Partei mehrmals die Absicht, auf dem Rechtsweg die Möglichkeit anonymer Unterstützungserklärungen zu erstreiten. Am 12. April 2009 erklärte sie jedoch, auf eine solche Klage zu verzichten, die „uns Tausende Euro kosten würde, während die Erfolgschancen minimal sind.“

## Parteiname
Gegründet wurde die Partei mit dem Kürzel NVD, das jedoch auf Antrag einer gleichlautenden Sicherheitsfirma Juni 2006 gerichtlich verboten wurde.

## Reaktionen
Mehrere politische Parteien in den Niederlanden waren mit den Forderungen der PNVD nach Legalisierung von Sex zwischen Erwachsenen und Kindern ab 12 Jahren sowie von harten und weichen Drogen nicht einverstanden und haben offen ein Verbot dieser Partei beantragt. Dies wurde jedoch von einem Gericht in Den Haag am 17. Juli 2006 in erster Instanz zurückgewiesen. Urteilsbegründung war, dass die Gründungsfreiheit politischer Vereinigungen die Basis einer Demokratie sei.
2006 wurde publik, dass der Vorsitzende Marthijn Uittenbogaard ein eigenes Blog bei de Volkskrant, eine der größten Zeitungen des Landes, betrieb. Dies führte zu einem Konflikt zwischen dem Ombudsmann der Zeitung und dem Chefredakteur. Letzterer verteidigte das Blog mit seiner Überzeugung über die Notwendigkeit einer Redefreiheit, während sich der Ombudsmann darüber beklagte, dass dieses Blog drei Monate unentdeckt blieb. Uittenbogaard verkündete im Oktober desselben Jahres seinen Rückzug. Bis zur Einstellung des Dienstes Volkskrantblog konnte das Blog weiterhin aufgerufen werden. Marthijn Uittenbogaard kam in dem 2012 erschienenen umstrittenen Dokumentarfilm Are All Men Pedophiles? zu Wort.

## Leitung
Die Leitung der Partei setzte sich aus dem Vorsitzenden Marthijn Uittenbogaard, dem Schatzmeister Ad van den Berg und Norbert de Jonge als Sekretär zusammen.

## Gerüchte
Die Leitung der Organisation soll enge Verbindungen mit der Vereniging Martijn, einer Interessenvertretung von Pädophilen, gehabt haben.